# Arch Rivals
Arch Rivals es un videojuego de baloncesto para arcade creado por Midway en 1989. El juego es facturado a sí mismo como una "Pelea de Basquet". Este también fue incluido en Midway Arcade Treasures 2 para la PlayStation 2, Xbox y GameCube y Midway Arcade Treasures Deluxe Edition para PC.

## Jugabilidad
Un juego completo consta de cuatro cuartos, con cuatro minutos cada uno. Cada equipo tiene dos jugadores, y el objetivo del juego es terminar con el adversario hasta que el último timbre suene.
Si el juego resulta en un empate después de cuatro cuartos, un período de muerte súbita de horas extra, se añadirá, en el caso de que la siguiente cesta en entrar ganará el juego para el equipo que lo anotó. El período de horas extra es de un minuto de largo. Un jugador puede pedir a su compañero de equipo que le pase el balón o disparar en esta batalla.